# はしだのりひことシューベルツ
はしだのりひことシューベルツは、ザ・フォーク・クルセダーズの端田宣彦（はしだのりひこ）が1968年の後半に結成したカレッジフォーク・グループ、ポップ・フォーク・グループ。同グループのデビュー・シングル「風」（作詞：北山修　作曲：端田宣彦）の大ヒットでも知られる。
「シューベルツ」とはシューベルトと“Shoe Belts”（靴のひも）をひっかけたもの。

## メンバー
- 端田宣彦（元「ザ・フォーク・クルセダーズ」）- リーダー、ボーカル、ギター、パーカッション
  - フォークル解散に合わせてバンドを結成。ボーカルと作曲でシューベルツを牽引。
- 越智友嗣（元「ザ・ヴァニティー」）- ボーカル、ギター、ドラムス
  - 柔らかい歌声とギターのヘッドを下げたギター演奏が特徴的。ステージでのトークも多く担当していた。また、クラシック調からロック調、果てはコミックソングまで幅広い作曲能力も持ち合わせていた。
- 杉田二郎（元「ジローズ」）- ボーカル、リードギター
  - 事実上のメインボーカルとして多くの曲でリードボーカルを担当、また、リードギターとしても活躍した。作曲も担当した。
- 井上博（元「ザ・ヴァニティー」）- ボーカル、ベース、ギター
  - 細身で長身、さらにフォーク界屈指の端整な顔立ちでベースを弾きながら歌い、女性ファンが多かった。また、ウッドベース弾きとしては細身であったが、ヨットをやっていて力はあった。1970年3月31日に死去。

なお、越智と井上は結成時は同志社大学在学中で、はしだの後輩である（杉田のみ立命館大学）。

## 活動略歴
- 1968年10月頃、各地で開催されたザ・フォーク・クルセダーズの解散コンサートに出演。初期のレパートリーは「風」「何もいわずに」「サウンド・オブ・サイレンス」「ワニ足のジョニー」等。
- 1969年1月、シングル「風／何もいわずに」を発表。これが大ヒットする。第11回日本レコード大賞新人賞を獲得。
- 1969年6月、シングル「さすらい人の子守唄／夕陽よおやすみ」LP「未完成」を同日発表。
- 1970年3月31日、井上博が死去。
- 1970年4月、解散が決定。
- 1970年5月、井上博追悼シングルと、解散記念シングルを4枚同時発表。
- 1970年6月、LP「天地創造」発表、はしだのりひことシューベルツ解散。

## 概要・エピソード
- フォークルの解散に先駆けて、端田がザ・ヴァニティーから越智友嗣と井上博、ジローズから杉田二郎を呼び寄せて結成、フォークルサヨナラコンサートでお披露目された。また、越智と杉田は、1968年の京都での第3回関西フォークキャンプで、一緒に「あなただけに」を歌った縁があった。
- 一人がリードを歌い、三人がコーラスを歌うというパターンでは、杉田二郎がリードボーカルを担当することが多い。全てのシングル（解散記念盤は除く）にリードボーカルを歌ったものが収録されているメンバーは杉田のみ。（『何もいわずに』（『風』B面）『夕陽よおやすみ』（『さすらい人の子守唄』B面）『朝陽のまえに』（B面の『さよなら』も、1番のソロパートを担当している。）『白い鳥にのって』）NHKみんなのうたで歌われた『一人ぼっちの旅』はレコードでは、はしだのリードボーカルだが、これも放送では杉田がリードボーカルであった。
- 「さすらい人の子守唄」で『夜のヒットスタジオ』に出演した時は、バックのイメージ映像が映されないという放送事故が起きた。
- 第三弾シングルでは、北山修の作詞ではなく、A面に寺山修司を起用し、B面は、雑誌「明星」の読者から歌詞を募集という試みがなされたが、寺山修司の歌詞が録音に間に合わず、北山修作詞の「朝陽のまえに」が急遽A面に決定した。B面は加藤久美子のものが採用される。（補作詞：北山修）当初のA面予定曲、寺山修司の「家なき子にも」は後に杉田二郎がソロで吹き込み、「天地創造｣に収録された。
- 井上博が亡くなり、「天地創造」が発売延期になったため、井上博追悼シングルと、端田宣彦、杉田二郎、越智友嗣による解散記念シングルが急遽発売された。内容は、井上追悼盤は、「天地創造」に収録予定であった2曲を、端田宣彦盤、越智友嗣盤は、A面に「天地創造」からの先行シングルカット曲、B面に新曲を、杉田二郎盤はA面に先行シングルカット曲、B面に杉田二郎（ジローズ）デビュー曲のセルフカバーを収録。
- 「白い鳥にのって」発売直前頃から、杉田二郎を中心にステージでの生ギターに限界を感じ、ヤマハからエレキギターとドラムセットをプレゼントされていたこともあって、1970年の後半にもエレキに持ち替えるかもしれない、という話が出ていた(「白い鳥にのって」ライナーノーツより)が、井上の死で実現に至ることはなかった。
- 井上博がコンサートのトークで、端田宣彦のことをネタで「いやらしいチビ豚」と発言したことがある。また、杉田二郎も端田とバンドのナンバー2的存在だった越智友嗣を、「デブ（越智）とチビ（端田）が強い勢力を持っている」とネタにしている。
- 最初のシングル2枚がはしだ、井上メインで、その後の2枚が杉田メインなのは、最初軌道に乗るまでははしだの知名度と井上の人気を使い、3枚目以降は杉田二郎と越智友嗣を前面に出していく予定に乗ったものであったと、2010年になって杉田が「きたやまおさむのレクチャー&ミュージック」にゲスト出演した際に証言している（越智友嗣もB面においては「さよなら」では杉田と共にリードボーカルを、「西の空に沈む太陽」でもイントロと最後での語りを担当している）。
- レコード大賞・新人賞を獲得したため、通常は自動的に「第20回NHK紅白歌合戦」に出場する予定だった。だが、当時発売中止されていたザ・フォーク・クルセダーズの「イムジン河」をあるNHKの生放送番組で歌い問題になり、紅白歌合戦に出場できなかった。この事件の張本人は越智友嗣。そのNHKの生放送番組で、歌う前にスタッフから「イムジン河だけは歌わないでください」と釘を刺されていた。2015年4月、岡山県笠岡市の白雲大宮でのコンサートで越智本人が明かした。
- 「明星」1969年9月号では、ピンキーとキラーズと共に表紙を飾っている。井上と今陽子の写りが大きく、メイン扱いだった。「『明星』50年 601枚の表紙」（解題・橋本治　2002年・集英社新書）で参照可能。

## シューベルツ解散後の歩み
端田宣彦→はしだのりひことマーガレッツ→はしだのりひことクライマックス→はしだのりひことエンドレス→ソロ
杉田二郎→ソロ→ジローズ→ソロ
越智友嗣→ソロ→クリンカム・クランカム→スーパーリッチ→おちゆうじとニューベルツ→シューベルツ.COM

## ディスコグラフィ

### シングル
※　すべて7インチレコードにて発売。
| 発売日                       | 面                           | タイトル                            | 作詞                         | 作曲                         | 編曲                         | 規格品番                     |
| はしだのりひことシューベルツ | はしだのりひことシューベルツ | はしだのりひことシューベルツ        | はしだのりひことシューベルツ | はしだのりひことシューベルツ | はしだのりひことシューベルツ | はしだのりひことシューベルツ |
| ---------------------------- | ---------------------------- | ----------------------------------- | ---------------------------- | ---------------------------- | ---------------------------- | ---------------------------- |
| 1969年1月10日                | A                            | 風                                  | 北山修                       | 端田宣彦                     | 青木望                       | EP-1132 ETP-2431             |
| 1969年1月10日                | B                            | 何もいわずに（シングル ver.）       | シューベルツ                 | 杉田二郎                     | ありたあきら                 | EP-1132 ETP-2431             |
| 1969年6月25日                | A                            | さすらい人の子守唄（シングル ver.） | 北山修                       | 端田宣彦                     | 青木望                       | EP-1155                      |
| 1969年6月25日                | B                            | 夕陽よおやすみ                      | 北山修                       | 杉田二郎                     | ありたあきら                 | EP-1155                      |
| 1969年10月5日                | A                            | 朝陽のまえに                        | 北山修                       | 杉田二郎                     | 青木望                       | EP-1191 ETP-2642             |
| 1969年10月5日                | B                            | さよなら                            | 加藤久美子 補：北山修        | 端田宣彦                     | 青木望                       | EP-1191 ETP-2642             |
| 1970年3月5日                 | A                            | 白い鳥にのって                      | 北山修                       | 杉田二郎                     | 青木望                       | EP-1214                      |
| 1970年3月5日                 | B                            | 西の空に沈む太陽（シングル ver.）   | 端田宣彦                     | 端田宣彦                     | 青木望                       | EP-1214                      |
| 端田宣彦とシューベルツ名義   |                              |                                     |                              |                              |                              |                              |
| 1970年5月5日                 | A                            | 一人ぼっちの旅（シングル ver.）     | 久二比呂志                   | 端田宣彦                     | 青木望                       | EP-1220                      |
| 1970年5月5日                 | B                            | 砂の城                              | 摩滅美一族                   | 端田宣彦                     | 青木望                       | EP-1220                      |
| 井上博とシューベルツ名義     |                              |                                     |                              |                              |                              |                              |
| 1970年5月25日                | A                            | 夢の女                              | 井上博 北山修                | 井上博                       | 青木望                       | EP-1230                      |
| 1970年5月25日                | B                            | 夕陽に消えた恋                      | 北山修                       | 井上博                       | 木田高介                     | EP-1230                      |
| 杉田二郎とシューベルツ名義   |                              |                                     |                              |                              |                              |                              |
| 1970年5月25日                | A                            | 愛の世界（シングル ver.）           | 杉田二郎                     | 杉田二郎                     | 青木望                       | EP-1231                      |
| 1970年5月25日                | B                            | あなただけに                        | 杉田二郎                     | 杉田二郎                     | 青木望                       | EP-1231                      |
| 越智友嗣とシューベルツ名義   |                              |                                     |                              |                              |                              |                              |
| 1970年5月25日                | A                            | カメの遺言                          | 築添正生                     | 越智友嗣                     | 木田高介                     | EP-1232                      |
| 1970年5月25日                | B                            | 雨上がりをひとりで                  | 築添正生                     | 越智友嗣                     | 青木望                       | EP-1232                      |

### アルバム

#### オリジナルアルバム
| 発売日         | アルバム | レーベル                  | 規格 | 規格品番   | 備考                      |
| -------------- | --- | ------------------------- | ---- | ---------- | ------------------------- |
| 1969年6月10日  | 未完成 | 東芝EMI                   | LP   | EP-7717    |                           |
| 1970年6月5日   | 天地創造 A面 1. アイ・アム・ア・マシーン／I Am A Machine 2. 愛の世界／I Almost Lost My World 3. 戦いの中で／A Memory Of The Bird 4. 愛したものは／Nobody Knows 5. 象の子守唄／Elephant's Lullaby 6. 明日への言葉／Flower Of Your Love B面 1. 白い砂／Leaving The White Sands 2. 北緯15度／15 North Latitude 3. 家なき子にも／Going My Home Town 4. 6月6日の夢／Dreams To June 6 5. 一人ぼっちの旅／Lonesome Traveller 6. 夕陽に消えた恋／Love Minus Sunset 7. カメの遺言／The Last Words Of Tortoise ボーナストラック 1. 砂の城／Castle Of Sands 2. 夢の女／Yume No Onna 3. あなただけに／Only You, I Believe You 4. 雨上りを一人で／A Loneliness 5. 朝陽のまえに／Before The Sunrise 6. さよなら／Farewell, Doodby, So Long 7. 白い鳥にのって／Wings Of A White Bird | 東芝EMI                   | LP   | EP-7746    |                           |
| 1995年4月19日  | 天地創造 A面 1. アイ・アム・ア・マシーン／I Am A Machine 2. 愛の世界／I Almost Lost My World 3. 戦いの中で／A Memory Of The Bird 4. 愛したものは／Nobody Knows 5. 象の子守唄／Elephant's Lullaby 6. 明日への言葉／Flower Of Your Love B面 1. 白い砂／Leaving The White Sands 2. 北緯15度／15 North Latitude 3. 家なき子にも／Going My Home Town 4. 6月6日の夢／Dreams To June 6 5. 一人ぼっちの旅／Lonesome Traveller 6. 夕陽に消えた恋／Love Minus Sunset 7. カメの遺言／The Last Words Of Tortoise ボーナストラック 1. 砂の城／Castle Of Sands 2. 夢の女／Yume No Onna 3. あなただけに／Only You, I Believe You 4. 雨上りを一人で／A Loneliness 5. 朝陽のまえに／Before The Sunrise 6. さよなら／Farewell, Doodby, So Long 7. 白い鳥にのって／Wings Of A White Bird | 東芝EMI                   | CD   | TOCT-8849  |                           |
| 2006年9月29日  | 天地創造 A面 1. アイ・アム・ア・マシーン／I Am A Machine 2. 愛の世界／I Almost Lost My World 3. 戦いの中で／A Memory Of The Bird 4. 愛したものは／Nobody Knows 5. 象の子守唄／Elephant's Lullaby 6. 明日への言葉／Flower Of Your Love B面 1. 白い砂／Leaving The White Sands 2. 北緯15度／15 North Latitude 3. 家なき子にも／Going My Home Town 4. 6月6日の夢／Dreams To June 6 5. 一人ぼっちの旅／Lonesome Traveller 6. 夕陽に消えた恋／Love Minus Sunset 7. カメの遺言／The Last Words Of Tortoise ボーナストラック 1. 砂の城／Castle Of Sands 2. 夢の女／Yume No Onna 3. あなただけに／Only You, I Believe You 4. 雨上りを一人で／A Loneliness 5. 朝陽のまえに／Before The Sunrise 6. さよなら／Farewell, Doodby, So Long 7. 白い鳥にのって／Wings Of A White Bird | EMIミュージック・ジャパン | CD   | TOCT-26116 | 紙ジャケット仕様。        |
| 2016年11月30日 | 天地創造 A面 1. アイ・アム・ア・マシーン／I Am A Machine 2. 愛の世界／I Almost Lost My World 3. 戦いの中で／A Memory Of The Bird 4. 愛したものは／Nobody Knows 5. 象の子守唄／Elephant's Lullaby 6. 明日への言葉／Flower Of Your Love B面 1. 白い砂／Leaving The White Sands 2. 北緯15度／15 North Latitude 3. 家なき子にも／Going My Home Town 4. 6月6日の夢／Dreams To June 6 5. 一人ぼっちの旅／Lonesome Traveller 6. 夕陽に消えた恋／Love Minus Sunset 7. カメの遺言／The Last Words Of Tortoise ボーナストラック 1. 砂の城／Castle Of Sands 2. 夢の女／Yume No Onna 3. あなただけに／Only You, I Believe You 4. 雨上りを一人で／A Loneliness 5. 朝陽のまえに／Before The Sunrise 6. さよなら／Farewell, Doodby, So Long 7. 白い鳥にのって／Wings Of A White Bird | ユニバーサルミュージック  | CD   | UPCY-7200  | ボーナストラック7曲入り。 |

#### ライブアルバム
| 発売日         | アルバム | レーベル                 | 規格 | 規格品番   | 備考                      |
| -------------- | --- | ------------------------ | ---- | ---------- | ------------------------- |
| 1969年11月10日 | シューベルツ・リサイタル A面 1. ワニ足のジョニー 2. 海はきらいさ 3. 風の天使 4. ピンクの戦車 5. アンチェインド・メロディー 6. マイ・ハート 7. 日本の旅 B面 1. ラクダ天国 2. ア・ボーイ・ライクス・ア・ガール 3. MC 4. 朝陽のまえに 5. MC 6. 乙女の挽歌 7. シューベルツ・メンバー紹介 8. さすらい人の子守唄 9. メンバーのあいさつ 10. さよなら 11. フィナーレ～風 ボーナストラック 1. 初恋（MONO）                                                                                     | 東芝EMI                  | LP   | EP-7728    |                           |
| 2007年8月8日   | シューベルツ・リサイタル A面 1. ワニ足のジョニー 2. 海はきらいさ 3. 風の天使 4. ピンクの戦車 5. アンチェインド・メロディー 6. マイ・ハート 7. 日本の旅 B面 1. ラクダ天国 2. ア・ボーイ・ライクス・ア・ガール 3. MC 4. 朝陽のまえに 5. MC 6. 乙女の挽歌 7. シューベルツ・メンバー紹介 8. さすらい人の子守唄 9. メンバーのあいさつ 10. さよなら 11. フィナーレ～風 ボーナストラック 1. 初恋（MONO）                                                                                     | ユニバーサルミュージック | CD   | TOCT-26282 | 紙ジャケット仕様。        |
| 2016年11月30日 | シューベルツ・リサイタル A面 1. ワニ足のジョニー 2. 海はきらいさ 3. 風の天使 4. ピンクの戦車 5. アンチェインド・メロディー 6. マイ・ハート 7. 日本の旅 B面 1. ラクダ天国 2. ア・ボーイ・ライクス・ア・ガール 3. MC 4. 朝陽のまえに 5. MC 6. 乙女の挽歌 7. シューベルツ・メンバー紹介 8. さすらい人の子守唄 9. メンバーのあいさつ 10. さよなら 11. フィナーレ～風 ボーナストラック 1. 初恋（MONO）                                                                                     | ユニバーサルミュージック | CD   | UPCY-7199  | ボーナストラック1曲入り。 |
| 1970年8月5日   | 井上博にささげる シューベルツ・さよならリサイタル ※ 端田宣彦、杉田二郎、越智友嗣 A面 1. 白い鳥にのって（3:34） 2. 真っ赤なリボン（5:08） 3. ウェル・ウェル・ウェル（3:48） 4. オー・ダーリン（3:47） 5. さすらいのジブシー（3:57） 6. 一人ぼっちの旅（3:15） B面 1. ダニー・ボーイ（4:46） 2. 旅立つ女（3:24） 3. 朝日のあたる家（3:11） 4. 朝陽のまえに（3:09） 5. さすらい人の子守唄（3:50） 6. 戦争は知らない（3:48） 7. 風（3:44） ボーナストラック 1. シューベルツ誕生当時の記録 | 東芝EMI                  | LP   | EP-7771    |                           |
| 1971年         | 井上博にささげる シューベルツ・さよならリサイタル ※ 端田宣彦、杉田二郎、越智友嗣 A面 1. 白い鳥にのって（3:34） 2. 真っ赤なリボン（5:08） 3. ウェル・ウェル・ウェル（3:48） 4. オー・ダーリン（3:47） 5. さすらいのジブシー（3:57） 6. 一人ぼっちの旅（3:15） B面 1. ダニー・ボーイ（4:46） 2. 旅立つ女（3:24） 3. 朝日のあたる家（3:11） 4. 朝陽のまえに（3:09） 5. さすらい人の子守唄（3:50） 6. 戦争は知らない（3:48） 7. 風（3:44） ボーナストラック 1. シューベルツ誕生当時の記録 | 東芝EMI                  | LP   | ETP-8102   |                           |
| 2008年10月22日 | 井上博にささげる シューベルツ・さよならリサイタル ※ 端田宣彦、杉田二郎、越智友嗣 A面 1. 白い鳥にのって（3:34） 2. 真っ赤なリボン（5:08） 3. ウェル・ウェル・ウェル（3:48） 4. オー・ダーリン（3:47） 5. さすらいのジブシー（3:57） 6. 一人ぼっちの旅（3:15） B面 1. ダニー・ボーイ（4:46） 2. 旅立つ女（3:24） 3. 朝日のあたる家（3:11） 4. 朝陽のまえに（3:09） 5. さすらい人の子守唄（3:50） 6. 戦争は知らない（3:48） 7. 風（3:44） ボーナストラック 1. シューベルツ誕生当時の記録 | ユニバーサルミュージック | CD   | TOCT-26694 | 紙ジャケット仕様。        |
| 2016年11月30日 | 井上博にささげる シューベルツ・さよならリサイタル ※ 端田宣彦、杉田二郎、越智友嗣 A面 1. 白い鳥にのって（3:34） 2. 真っ赤なリボン（5:08） 3. ウェル・ウェル・ウェル（3:48） 4. オー・ダーリン（3:47） 5. さすらいのジブシー（3:57） 6. 一人ぼっちの旅（3:15） B面 1. ダニー・ボーイ（4:46） 2. 旅立つ女（3:24） 3. 朝日のあたる家（3:11） 4. 朝陽のまえに（3:09） 5. さすらい人の子守唄（3:50） 6. 戦争は知らない（3:48） 7. 風（3:44） ボーナストラック 1. シューベルツ誕生当時の記録 | ユニバーサルミュージック | CD   | UPCY-7201  | ボーナストラック1曲入り。 |

#### ベストアルバム
| 発売日        | アルバム | レーベル                           | 規格 | 規格品番    | 備考 |
| ------------- | --- | ---------------------------------- | ---- | ----------- | ---- |
| 1971年3月5日  | はしだのりひことシューベルツのすべて Side1 1. シューベルツ・インタビュー 2. 風 3. さすらい人の子守唄 4. 朝陽の前に 5. 白い鳥にのって 6. 一人ぼっちの旅 7. 花にうもれた恋 Side2 1. 井上博のおしゃべり 2. 夢の女 3. 日本の旅 4. 海はきらいさ 5. 夕陽よおやすみ 6. 6月6日の夢 7. マイ・ハート Side3 1. ラクダ天国 2. ア・ボーイ・ライクス・ア・ガール 3. ワニ足のジョニー 4. 風の天使 5. 真っ赤なリボンとおさげのあの娘 6. ピンクの戦車 Side4 1. 旅立つ女 2. ジプシー・ローバー 3. 乙女の挽歌 4. 戦争は知らない 5. アンチェインド・メロディ 6. さよなら | 東芝EMI                            | LP   | ETP-7503-04 |      |
| 1977年        | スペシャルヴォーカル・コレクションベスト20 A面 1. 風 2. さすらい人の子守唄 3. 白い鳥にのって 4. 雨上がり 5. 朝陽のまえに 6. 砂の城 B面 1. 一人ぼっちの旅 2. 夢の女 3. 何もいわずに 4. あなただけに 5. 海はきらいさ 6. さよなら | 東芝EMI                            | LP   | ETP-60163   |      |
| 1989年6月7日  | BIG ARTIST COLLECTION ※ 9、10、16はクライマックスの演奏 1. 風（3分31秒） 2. さすらい人の子守唄（3分16秒） 3. 一人ぼっちの旅（3分39秒） 4. あなただけに（4分2秒） 5. 戦争は知らない（LIVE）（3分49秒） 6. 白い鳥にのって（2分56秒） 7. 雨上りをひとりで（4分12秒） 8. 朝陽のまえに（3分35秒） 9. 花嫁（2分52秒） 10. ふたりだけの旅（2分48秒） 11. ピンクの戦車（LIVE）（2分15秒） 12. 何もいわずに（3分28秒） 13. 夢の女（3分45秒） 14. 海はきらいさ（2分45秒） 15. さよなら（4分29秒） 16. この道（3分7秒）                                         | 東芝EMI                            | CD   | TOCT-8840   |      |
|               | BIG ARTIST COLLECTION ※ 9、10、16はクライマックスの演奏 1. 風（3分31秒） 2. さすらい人の子守唄（3分16秒） 3. 一人ぼっちの旅（3分39秒） 4. あなただけに（4分2秒） 5. 戦争は知らない（LIVE）（3分49秒） 6. 白い鳥にのって（2分56秒） 7. 雨上りをひとりで（4分12秒） 8. 朝陽のまえに（3分35秒） 9. 花嫁（2分52秒） 10. ふたりだけの旅（2分48秒） 11. ピンクの戦車（LIVE）（2分15秒） 12. 何もいわずに（3分28秒） 13. 夢の女（3分45秒） 14. 海はきらいさ（2分45秒） 15. さよなら（4分29秒） 16. この道（3分7秒）                                         | 配信                               |      |             |      |
| 1995年        | ベストコレクション ※ 3、4、16はクライマックスの演奏 1. 風 2. さすらい人の子守唄 3. 花嫁 4. ふたりだけの旅 5. 白い鳥にのって 6. あなただけに 7. 朝陽のまえに 8. 娘はどこへ 9. 日本の旅 10. まわるメリーゴーランド 11. 夕陽よおやすみ 12. 何もいわずに 13. 夢の女 14. 海はきらいさ 15. さよなら 16. この道 17. 戦争は知らない（LIVE） | 東芝EMI                            | CD   | FECL-30471  |      |
| 2010年10月8日 | スーパベスト ※ 2、9はクライマックスの演奏 ※ 4ははしだのりひことエンドレス ※ 10は井上博とシューベルツ ※ 11は越智友嗣とシューベルツ ※ 12ははしだのりひこ 1. 風 2. 花嫁 3. さすらいの子守唄 4. 嫁ぐ日 5. 白い鳥にのって 6. ピンクの戦車 7. 何もいわずに 8. 一人ぼっちの旅 9. この道 10. 夢の女 11. カメの遺言 12. 祇園の鳥居 | カルチュア・コンビニエンス・クラブ | CD   | QIAG-11047  |      |